# Мадзин
Мадзѝн (на италиански и на ладински: Mazzin) е община в Северна Италия, автономна провинция Тренто, автономен регион Трентино-Южен Тирол. Административен център на общината е село Фонтанацо (Fontanazzo), което е разположено на 1395 m надморска височина. Населението на общината е 531 души (към 2017 г.).